# Myrcia nigricans
Myrcia nigricans är en myrtenväxtart som först beskrevs av Otto Karl Berg, och fick sitt nu gällande namn av Nelson Jorge E. Silveira. Myrcia nigricans ingår i släktet Myrcia och familjen myrtenväxter. Inga underarter finns listade i Catalogue of Life.